# 辻元崧庵
辻元 崧庵（つじもと すうあん、安永6年（1777年） - 安政4年3月6日（1857年3月31日））は、江戸時代末期の幕府医官。名は昌道、号は冬嶺（とうれい）、通称は崧庵（すうあん）。幕府医学館考証派の有力な儒医。

## 人物
播磨国林田藩医の子として生まれる。医学館で講書を勤めた功により、天保12年（1841年）将軍に拝謁し、お目見得医師の一員となる。弘化4年（1847年）新規に召し出され幕府奥詰医師となり、翌月には奥医師に昇進。同年末、法眼に叙任。安政元年（1854年）法印に進み、為春院と号す。同4年（1857年）没し、本所真盛寺に葬る。養嗣子が先に没していたので、その子（すなわち孫にあたる）復庵が継いだ。漢詩人として非常に名高く、時の人は彼が詩を本職としないことを惜しんだという。
彼と多紀元堅の死（ともに安政4年）が医学館考証派の凋落を決定的にし、蘭方医師による翌年のお玉が池種痘所の設立を容易ならしめたといわれている。